# Hanna Stallmann
Hanna Stallmann (16 maart 2007) is een Nederlands voetbalster die uitkomt voor sc Heerenveen in de Vrouwen Eredivisie.

## Clubcarrière
Stalmann maakte op 30 maart 2025 haar debuut voor PEC Zwolle in de Vrouwen Eredivisie door in te vallen voor Hanna Huizenga in een uitwedstrijd tegen sc Heerenveen. Op 1 juli 2025 maakte ze de overstap naar de Friese club, waar ze in de jeugd reeds actief was geweest.

## Carrièrestatistieken
| Seizoen                    | Club            | Land            | Competitie         | Competitie | Competitie | Beker | Beker | Internationaal | Internationaal | Overig | Overig | Totaal | Totaal |
| Seizoen                    | Club            | Land            | Competitie         | Wed.       | Dlp.       | Wed.  | Dlp.  | Wed.           | Dlp.           | Wed.   | Dlp.   | Wed.   | Dlp.   |
| -------------------------- | --------------- | --------------- | ------------------ | ---------- | ---------- | ----- | ----- | -------------- | -------------- | ------ | ------ | ------ | ------ |
| 2024/25                    | PEC Zwolle      | Nederland       | Vrouwen Eredivisie | 1          | 0          | 0     | 0     | –              | –              | 0      | 0      | 1      | 0      |
| 2025/26                    | sc Heerenveen   | Nederland       | Vrouwen Eredivisie | 0          | 0          | 0     | 0     | –              | –              | 0      | 0      | 0      | 0      |
| Carrière totaal            | Carrière totaal | Carrière totaal | Carrière totaal    | 1          | 0          | 0     | 0     | 0              | 0              | 0      | 0      | 1      | 0      |
| Bijgewerkt tot 1 juli 2025 |                 |                 |                    |            |            |       |       |                |                |        |        |        |        |